# Joanna Kubicz
Joanna Katarzyna Kubicz (ur. 1969 w Krakowie) – polska architektka wnętrz, doktor habilitowana nauki o sztukach pięknych, prorektor Akademii Sztuk Pięknych im. Jana Matejki w Krakowie.

## Życiorys
Ukończyła studia na Wydziale Architektury Wnętrz ASP w Krakowie oraz na Akademii Sztuk Pięknych w Paryżu. W 2001 uzyskała na ASP w Krakowie kwalifikację I stopnia w dziedzinie sztuk plastycznych / sztuk użytkowych. Tamże w 2007 uzyskała stopień doktor habilitowanej sztuki.
Zawodowo związana z Katedrą Projektowania Architektury Wnętrz macierzystego Wydziału. W latach 2012–2020 prodziekan. Prorektor ds. upowszechniania dorobku w kadencji 2020–2024.
Współpracowała m.in. z Accademia di Belle Arti di Brera w Mediolanie, Królewską Akademią Sztuk Pięknych w Gandawie, In Situ Lab Le Corbusier w Strasburgu czy Muzeum Narodowym w Krakowie. Autorka studenckich warsztatów Interactive Lab, współtwórczyni Międzynarodowego Biennale Architektury Wnętrz oraz sześciu jego edycji. Koordynowała wraz z Hedvą Ser studencki projekt adaptacji przestrzeni pod ekspozycję rzeźb przy Bulwarze Kurlandzkim w Krakowie. Współorganizowała wystawy promujące młodych artystów i projektantów, m.in. Self/ie – Design – It (2016), Babie lato (2018), nie/świadomość (2019), Spazio polifonico (2019), Zamieszkiwanie (2020).